# Manakana Nord
Manakana Nord is een plaats en gemeente in Madagaskar gelegen in het district Mananjary van de regio Vatovavy-Fitovinany. Er woonden bij de volkstelling in 2001 ongeveer 5000 mensen.
In de plaats is basisonderwijs beschikbaar. 99,8% van de bevolking is landbouwer. Het belangrijkste gewas is koffie en bananen, maar er wordt ook cassave en rijst verbouwd. 0,1% van de bevolking is werkzaam in de dienstensector en de overige 0,1% werkt in de visserij.